# Lasippa roepkei
Lasippa roepkei är en fjärilsart som beskrevs av John Nevill Eliot 1959. Lasippa roepkei ingår i släktet Lasippa och familjen praktfjärilar. Inga underarter finns listade i Catalogue of Life.